# Problemski šah
Šahovski problem je uganka na šahovnici, ki reševalcu predstavlja neko nalogo. Npr. beli je na potezi, najdi tako potezo belega, da na vsak odgovor sledi mat črnemu. Tak problem se imenuje »mat v dveh potezah« ali dvopoteznik. Sestavljavec problema se imenuje tudi kompozitor. Več izrazov uporabljenih v šahovskih problemih je v izrazoslovju problemskega šaha.
Šahovski problem je umetno postavljena (komponirana) pozicija; ni del neke šahovske partije, temveč namensko sestavljena naloga. Določena je tudi naloga reševalcu, pogoj (ang. stipulation) npr. matiraj črnega v določenem številu potez.
Problemom podobne naloge so taktične uganke, kjer je potrebno najti najboljšo potezo, ki vodi k matu ali materialnem dobitku. Take uganke so lahko del dejansko odigranih partij ali pa so sestavljene tako, da spominjajo na običajno šahovsko igro.
Po drugi strani pa problemi, kot umetno sestavljene naloge, nimajo videza pozicije iz šahovskih partij, čeprav jih je možno doseči iz začetne postave.
Teorija problemskega šaha je obsežna, pa vendar na kratko: šahovski problem mora zadovoljiti kriterije – šahovska pravila, estetiko, ekonomičnost in zanimivost. (J. Varga)
Ogromno število odigranih šahovskih partij je le majhen del šahovske igre. Večina pozicij se ni (in se ne bo) nikoli pojavila na šahovnici, prav ti položaji so (morda) zanimivi za problemiste.
Šahovski problem je pozicija na šahovnici, ki jo spremlja določen pogoj, npr. »mat v dveh potezah«. Pozicija mora zadovoljevati kriterije: legalnost, pravilnost (rešljivost) in izvirnost. (Velimirović, Kovačević)
Šahovska igra je proza, šahovski problem pa je poezija šaha!

## Vrste problemov
Poznamo več vrst šahovskih problemov:

### Problemi direktnega mata
Beli vleče prvi in matira črnega v predpisanem številu potez, ne glede na igro črnega.
Pri komponiranju in reševanju se običajno razdelijo v tri skupine: dvopotezniki, tropotezniki in večpotezniki.

### Pomožni mat (Helpmate)
Pri pomožnem matu prvi vleče črni in pomaga belemu, da ga (črnega) matira.

### Samomat (Selfmate)
Pri samomatu prvi vleče beli in prisili črnega da ga (belega) matira.

### Serijski problem
Pri serijskem problemu igra samo ena stran zaporedje potez, da doseže predpisani namen. Vsaka od do sedaj omenjenih kategorij je lahko serijska: serijski mat, serijski pomožni mat, serijski samomat, serijski refleksni mat.

### Šahovska študija
Šahovske študije so naloge, kjer beli vleče in zmaga ali remizira, vendar ni predpisano število potez. Študije so običajno v obliki končnic.
Naštete zvrsti problemov sodijo v področje ortodoksnih problemov (nekateri med ortodoksne uvrščajo samo probleme neposrednega mata). Če pa spremenimo ali dopolnimo šahovska pravila, uvedemo nove figure ali nove oblike šahovske deske, potem pa govorimo o heterodoksnih ali pravljičnih problemih (fairy chess problems)

### Retrogradna analiza
Namesto običajnih nalog so tu postavljena vprašanja kot »Kaj je bila zadnja poteza belega?« ali »Katera je bila prva poteza belega lovca?« Retrogradno analizo uporabljajo tudi pri neposrednih matnih problemih, kadar ugotavljajo pravico do rokade ali jemanja mimogrede (en passant). Razširjen tip problemov retrogradne analize so najkrajše dokazne partije (Shortest proof games). Reševalec mora najti natančen potek partije od začetka do podane pozicije v določenem številu potez.
Zanimive so tudi konstrukcijske naloge. So brez diagrama, vsebujejo samo nalogo, npr. postavite določeno pozicijo ali konstruirajte igro z določenimi lastnostmi. Primer: konstruiraj igro, ki se konča v četrti potezi z odkritim šahom in matom črnemu! Konstrukcijske naloge lahko vključujejo tudi razne ekstremne zahteve kot največ šahov, največ potez in podobno. Tu so tudi slavne uganke kot šahovski konjič ali problem osmih dam.

## Lastnosti šahovskega problema
Težko je natančno opredeliti kriterije, ki ločijo slab problem od dobrega, ali reči, kakšen problem je lep. S časom so se zahteve spreminjale, nekatere zahteve pa ostajajo:

### Legalnost
Problem mora biti legalen, kar pomeni, da mora biti postava pravilna, tj. na diagramu dosegljiva z (lahko tudi zelo neobičajno) igro iz začetne postave. Taka igra se imenuje dokazna partija (proof game). Spomnimo se, da ima šahovski problem z običajno igro skupno šahovnico, figure in pravila (včasih pa še tega ne!). Nelegalna postava (nepravilna) je lahko absolutno nelegalna, kar pomeni, da sploh ne more nastati med šahovsko igro, npr. 11 belih trdnjav, ali pa beli kralj na osmi vrsti z vsemi črnimi kmeti na izhodišču ali pa je relativno nelegalna, npr. na potezi je beli, črni kralj pa je v šahu. Sam naziv »nepravilna postava« je nekoliko zavajajoč, Loyd je dejal: »Tako sem postavil, torej je mogoče ...« (»I put them here ... !?«)
Velja dogovor, da na šahovnici ni več figur iste vrste, kot na začetku (npr. trije beli skakači ali dva črnopoljna lovca), čeprav se v težjih temah to dopušča.
Še dva dogovora:
- rokada je mogoča, razen če lahko z retrogradno analizo dokažemo, da sta se kralj in/ali trdnjava že premikala,
- nasprotno pa jemanje mimogrede (en passant) ni mogoče, razen če dokažemo, da je bila zadnja poteza kmetov dvokorak. Natančnejša pravila oz. dogovor o šahovskih problemih so problemisti sprejeli leta 1950 v Piranu na prvem svetovnem srečanju (kongresu), ta dogovor se imenuje Piranski kodeks.

### Pravilnost
Problem mora biti enoznačno rešljiv. Če je npr. naloga »mat v dveh potezah«, potem po prvi potezi belega (imenovani tudi ključ – key), na vsak odgovor črnega sledi mat. Če ne obstaja poteza belega, ki reši problem, je ta nerešljiv. Če obstaja več kot ena poteza belega, ki vodi do rešitve, je problem »razkuhan« (cooked). Če v kaki različici obstaja več možnih potez belega, se to imenuje dual, ki v glavni različici razvrednoti problem, v stranski različici pa ga le poslabša.

### Izvirnost
Če obstaja starejši problem, ki prikazuje isto temo na enak način, potem ima problem predhodnika, tak problem je razvrednoten in diskvalificiran s tekmovanj.

### Varčnost
Tu imamo več vidikov: 
- Varčnost materiala (figur) pomeni, da v problemu uporabimo toliko figur, kot jih potrebujemo za realizacijo ideje in nič več; na šahovnici mora vsaka figura imeti svoj namen!
- Varčnost potez pomeni, da uresničimo idejo v najmanjšem možnem številu potez.
- Največkrat se pričakuje, da se igra odvija po celi šahovnici, tj. gospodarnost prostora.

Glede na število uporabljenih figur imajo problemi več kategorij:
- miniature so problemi do vključno 7 figur
- kategorija Meredith jih ima do 12
- do vključno 16 figur so v lahki kategoriji
- nad 16 pa v težki kategoriji

Prva poteza oz. rešitev problema naj bi bila nepričakovana, tiha, skrita poteza. Očitne poteze kot šah črnemu, jemanje figur in podobno štejejo za slabe (in običajno lahke) rešitve.
Lepota problema pa je seveda odvisna od opazovalca in tu seveda ni razprave.

## Zgodovina
Prvi šahovski problemi so bili tako imenovane »mansube«, ki se pojavijo v arabskih rokopisih med sedmim in devetim stoletjem, ki so tudi najstarejši pisani dokumenti o šahu. Ko se je šah razširil po Evropi sta se v Italiji  pojavili dve zbirki problemov: »Bonus Socius« okrog leta 1300 ter »Civis Bononiae« (med letoma 1400 in 1450). V tistih časih so bili problemi spominjali na položaj v praktični igri, rešitve so bile forsirane poteze npr. serija šahov ali zaporedne žrtve belih figur.
Nova pravila (ki veljajo še danes) okrog leta 1500 niso bistveno spremenila vsebine in oblike problemov. Avtorji so največ časa posvečali vključitvi novih figur: lovca in dame. Tako so nastajale »nove mansube«, Phillip Stamma pa je bil eden od uspešnejših problemistov in šahistov v sredini 18. stoletja. Pospešeno se je začel razvoj v sredi 19.stoletja, ko se pojavijo prvi šahovski časopisi in revije. Odvečne figure so bile odstranjene iz problemov, v rešitvah so se pojavile tihe in skrite uvodne poteze namesto forsiranih matnih kombinacij. Hiter razvoj šahovskega problema sovpada z delovanjem Samuela Loyda (1841-1911), nedvomno največjega problemista vseh časov. Že kot najstnik je odkril veliko število izvirnih kombinacij in idej, uvedel je tudi nove vrste problemov: pomožni mat. V 50. in 60. letih 19. stoletja se pojavita tudi dve problemski smeri (šoli): »Bohemska« in »Staronemška« šola. Bohemska šola je gradila na zunanji obliki problema. Čisti mat kjer so sosednja polja črnega kralja napadena samo enkrat ali pa zasedena s črno figuro. Ekonomični mat, kjer vse bele figure, razen morda kralja in kmetov sodelujejo v matu in zrcalni mat, kjer nobeno sosednje polje črnega kralja ni zasedeno. Sčasoma pa je postal normativ modelni mat (to je čisti in ekonomični mat hkrati). Ta smer se je kmalu izčrpala, pa vendar je še danes modelni mat eden od pomembnih estetskih elementov. »Staronemška« šola je razvijala tri in večpoteznike s težko rešitvijo in modelnim matom v eni različici. Konec 19. stoletja se je pojavila »logična« ali »nova nemška šola«, ki je razvijala logične kombinacije v dvopoteznikih pa »angleška« šola. Leta 1913 je pojavila skupina kompozitorjev z imenom »Good Companion«, okrog 1930 pa so se pojavili tudi sovjetski sestavljavci.

## Primer šahovskega problema
Spodnji problem je sestavil T. Taverner leta 1881. Naloga zahteva mat v dveh potezah.
|    | |    |    |    |    |    |    |
|    | \| \| \| \| \| \| \| \| \| \| \| \| \| \| \| \| \| \| \| \| \| \| \| \| \| \| \| \| \| \| \| \| \| \| \| \| \| \| \| \| \| \| \| \| \| \| \| \| \| \| \| \| \| \| \| \| \| \| \| \| \| \| \| \| \| \| \| \| \| \| \| \| |    |    |    |    |    |    |
|    | |    |    |    |    |    |    |
| a8 | b8 | c8 | d8 | e8 | f8 | g8 | h8 |
| a7 | b7 | c7 | d7 | e7 | f7 | g7 | h7 |
| a6 | b6 | c6 | d6 | e6 | f6 | g6 | h6 |
| a5 | b5 | c5 | d5 | e5 | f5 | g5 | h5 |
| a4 | b4 | c4 | d4 | e4 | f4 | g4 | h4 |
| a3 | b3 | c3 | d3 | e3 | f3 | g3 | h3 |
| a2 | b2 | c2 | d2 | e2 | f2 | g2 | h2 |
| a1 | b1 | c1 | d1 | e1 | f1 | g1 | h1 |

| a8 | b8 | c8 | d8 | e8 | f8 | g8 | h8 |
| a7 | b7 | c7 | d7 | e7 | f7 | g7 | h7 |
| a6 | b6 | c6 | d6 | e6 | f6 | g6 | h6 |
| a5 | b5 | c5 | d5 | e5 | f5 | g5 | h5 |
| a4 | b4 | c4 | d4 | e4 | f4 | g4 | h4 |
| a3 | b3 | c3 | d3 | e3 | f3 | g3 | h3 |
| a2 | b2 | c2 | d2 | e2 | f2 | g2 | h2 |
| a1 | b1 | c1 | d1 | e1 | f1 | g1 | h1 |

Diagram je opremljen z imenom avtorja, publikacijo, kjer je bil problem objavljen, in letom objave; pod njim pa je kratko zapisana naloga, za kontrolo pa število belih in črnih figur.
Rešitev (ključ) je 1.Th1!
Potezo je težko najti, ker nič ne grozi, pač pa spravi črnega v nujnico (zugzwang). To je položaj, kjer bi bilo najbolje ne odigrati poteze, vsaka odigrana poteza pa poslabša situacijo.
Vsak izmed devetnajstih odgovorov črnega ga vodi v mat v naslednji potezi.
Če bi lahko črni izpustil potezo, beli ne bi imel mata v drugi potezi.
Če pogledamo izhodiščno pozicijo, vidimo, da je črni že skoraj v nujnici. Če bi črni vlekel prvi, ga le potezi Te3 in Lg5 ne bi vodili v mat. Vendar pa vsaka od teh potez vzame kralju prosto polje (flight square) in ko se trdnjava umakne s h2 sledita mata 1...Te3 2. Lh2# ali 1...Lg5 2.Dh2#.
Razporeditev črnih trdnjav in lovcev, kot je v zgornjem problemu, se v problemskem šahu imenuje »orgle«. Črne figure so v napoto ena drugi npr. 1... Lf7 zapre pot trdnjavi f8 in polje f5 ni več branjeno, kar omogoča mat 2.Df5#. Če pa gre trdnjava na 1... Tf7 zapre pot lovcu f8 in mat je na nebranjenem polju 2.Sd5#.
Taki medsebojni odnosi se v problemskem šahu imenujejo presečišče Grimshaw. V  tem problemu je več takih sečišč.